# Oratorio de los trabajadores
Oratorio de los trabajadores es un álbum de estudio de la banda chilena Huamarí y la solista Violeta Ludwig, lanzado originalmente en 1972 por el sello DICAP, y que corresponde al segundo álbum de la banda. Se trata de un reportaje musical grabado en Santiago desde fines de 1971 por iniciativa de la Central Única de Trabajadores de Chile (CUT) y que habla acerca de la historia del sindicalismo en Chile desde principios del siglo XIX hasta 1972, año en que estaba en la presidencia Salvador Allende, quien fuera muerto al año siguiente luego del Golpe de Estado en Chile de 1973.
Las letras de los relatos que aparecen a lo largo de todo el disco fueron escritas por Julio Rojas, quien también escribió casi la totalidad del álbum de Inti-Illimani Canto al programa, de 1970.

## Lista de canciones
Todas las letras escritas por Julio Rojas, toda la música compuesta por Jaime Soto León. 
| Lado A |                                    |          |  |
| N.º    | Título                             | Duración |  |
| 1.     | «Preludio» (rin)                   | 2:48     |  |
| 2.     | «Relato»                           | 0:23     |  |
| 3.     | «Canción de las mutuales» (coro)   | 1:04     |  |
| 4.     | «Canción de las mutuales» (tonada) | 1:42     |  |
| 5.     | «El primero de mayo» (pregón)      | 1:24     |  |
| 6.     | «El primero de mayo» (chapecao)    | 2:13     |  |
| 7.     | «Relato»                           | 0:22     |  |
| 8.     | «Iquique» (canción y guajira)      | 5:02     |  |
| 9.     | «Interludio» (zamba)               | 3:28     |  |
| 10.    | «FOCH» (tarqueada)                 | 1:40     |  |
| 11.    | «Recabarren» (marcha)              | 1:45     |  |
| 12.    | «Relatos»                          | 0:43     |  |
| 22:34  |                                    |          |  |

| Lado B |                                      |          |  |
| N.º    | Título                               | Duración |  |
| 6.     | «Frente popular» (cueca 1)           | 1:14     |  |
| 7.     | «Frente popular» (cueca 2)           | 1:28     |  |
| 8.     | «Relato»                             | 0:34     |  |
| 9.     | «Represión» (vals)                   | 2:49     |  |
| 10.    | «Relato»                             | 0:24     |  |
| 11.    | «C.U.T.» (canción)                   | 1:31     |  |
| 12.    | «Relato»                             | 0:28     |  |
| 13.    | «Canción de cuna»                    | 4:08     |  |
| 14.    | «Relato»                             | 0:15     |  |
| 15.    | «Última canción» (sajuriana y cueca) | 5:30     |  |
| 18:21  |                                      |          |  |

## Créditos
Álbum
- Julio Rojas: texto
- Jaime Soto León: música y dirección
- Freddy Hube, Luís Vera, Adrián Otárola y Miguel Davagnino:[5] relatos

Intérpretes
- Violeta Ludwig: intérprete solista
- Huamarí: Fernando Carrasco, Marcelo Castillo, Marcelo Coulón, Adrián Otárola, Manuel Sepúlveda, Luis Vera.[n 2]
- Un miembro de Cantamaranto: voz.[5]